# Łąkarstwo
Łąkarstwo –- dyscyplina naukowa, której przedmiotem badań są łąki i pastwiska (użytki zielone), także działalność, polegająca na pozyskiwaniu paszy (zielonej i siana) oraz utrzymywanie użytków zielonych w wysokiej kulturze i ochrona ich walorów przyrodniczych. Łąkarstwo obejmuje całokształt wiedzy o siedliskach łąkowych (łąkoznawstwo), metodach uprawy i sposobach użytkowania runi łąkowej i pastwiskowej (uprawa łąk i pastwisk), metodach zbioru i konserwowania paszy, metodach ochrony siedlisk łąkowych. 
Łąkarstwo, które rozwija się w środkowej Europie od końca XVIII w. koncentrowało się długo na zagadnieniach związanych z uzyskiwaniem możliwie wysokich plonów o możliwie dużej wartości pokarmowej. W drugiej połowie XX wieku cele tej dyscypliny naukowej zaczęły ewoluować i coraz większą rolę odgrywa ochrona zasobów przyrodniczych łąk oraz kształtowanie i ochrona krajobrazu przyrodniczo-rolniczego. 
Badania naukowe w zakresie łąkarstwa prowadzi Instytut Melioracji i Użytków Zielonych w Falentach i swych oddziałach regionalnych oraz katedry łąkarstwa na uczelniach rolniczych.